# Shang Juncheng
 (avril 2025).
Si vous disposez d'ouvrages ou d'articles de référence ou si vous connaissez des sites web de qualité traitant du thème abordé ici, merci de compléter l'article en donnant les références utiles à sa vérifiabilité et en les liant à la section « Notes et références ».
Dans ce nom chinois, le nom de famille, Shang, précède le nom personnel.
Shang Juncheng (chinois : 商竣程), ou Jerry Shang, est un joueur de tennis chinois, né le 2 février 2005 à Pékin, professionnel depuis 2021. 
Shang atteint la première place mondiale du classement ITF Junior le 12 juillet 2021.

## Biographie
Shang Juncheng s'entraîne à l'Académie IMG située à Bradenton en Floride et fondée par l'ancien entraîneur de tennis américain Nick Bollettieri.
Il est le fils de l'ancien footballeur Shang Yi et de l'ancienne joueuse de tennis de table Wu Na.

## Carrière junior
En 2019, Shang est le premier joueur né en 2005 à remporter un titre sur le circuit ITF junior.
En 2021, il atteint successivement les quarts de finale à Roland-Garros, puis les demi-finales à Wimbledon et même la finale à l'US Open au cours de laquelle il s'incline contre l'Espagnol Daniel Rincón Yagüe. La même année, il passe professionnel.

## Carrière professionnelle

### 2023: premières apparitions en Grand Chelem et entrée dans le top 200
Après s'être extirpé des qualifications en ayant éliminé successivement Fábián Marozsán, Fernando Verdasco et Zsombor Piros, Shang atteint pour la première fois de sa carrière un tableau final de Grand Chelem, celui de l'Open d'Australie. À cette occasion, il passe le premier tour face à Oscar Otte puis s'incline face à Frances Tiafoe lors de la rencontre suivante.
À Roland-Garros, Shang se qualifie pour la deuxième fois de suite dans un tableau final de Grand-Chelem en battant Pablo Cuevas, puis de nouveau Fábián Marozsán et enfin Renzo Olivo. Il s'incline alors au premier tour face au Péruvien Juan Pablo Varillas lors d'un match marathon de 5 sets sur le score de (6-4, 6-2, 2-6, 3-6, 1-6).
Plus tard dans l'année, il passe le premier tour à Atlanta avant de rendre les armes contre le vétéran Japonais Kei Nishikori. 
Lors du tournoi de Washington, Shang s'illustre en passant les deux premiers tours. Il est ensuite sorti une nouvelle fois par Frances Tiafoe en huitièmes de finales, après avoir notamment éliminé Ben Shelton  (6-2, 3-6, 6-3).

### 2024: premier titre sur le circuit ATP, top 50
Alors 183e mondial, il est invité au tournoi de Hong Kong. Il arrive jusqu'en demi-finale en éliminant Laslo Djere, tête de série no 7 et 33e mondial sur le score en trois sets (6-7, 6-3, 7-6), puis Botic van de Zandschulp (6-7, 7-6, 7-6), alors classé 50e mondial, et enfin le 16e mondial, Frances Tiafoe en deux sets (6-4, 6-4). Il est sorti au match suivant par Andrey Rublev mais en ayant remporté le premier set (6-4, 3-6, 2-6).
140e mondial, il est invité à l'Open d'Australie, où il bat au premier tour le 42e mondial, Mackenzie McDonald, sur un score serré (6-3, 1-6, 3-6, 6-4, 6-2). Au tour suivant, il fait face au qualifié Sumit Nagal, tombeur d'Alexander Bublik, qu'il élimine en quatre sets (2-6, 6-3, 7-5, 6-4). Faisant ensuite face au no 2 mondial, Carlos Alcaraz, il abandonne après avoir perdu les deux premiers jeux.
Au Masters 1000 d'Indian Wells, il passe un tour avant d'être sorti par Alexander Bublik. À Miami, il bat le 46e mondial,  Miomir Kecmanović (7-6, 4-6, 7-6). Alejandro Davidovich Fokina l'élimine au tour suivant. À la suite de ces performances, il atteint la 113e place mondiale au lendemain de ce tournoi. Après un premier tour passé à Madrid contre le Français Corentin Moutet, il sort au tour suivant face à Alejandro Davidovich Fokina. Il se présente aux qualifications à Rome en tant que 105e mondial, son meilleur classement depuis le début de sa carrière. Il y est battu au second tour par le Belge Zizou Bergs (6-4, 7-65) après avoir sorti l'Italien Francesco Maestrelli au premier tour. Il se rend au tournoi de Bordeaux. Il bat Hugo Gaston au premier tour (6-4, 7-5). Il élimine ensuite la 4e tête de série, l'Espagnol Roberto Carballés Baena (1-6, 6-4, 6-2). Il fait ensuite face à Daniel Evans. Il bat ce dernier en deux sets (7-6, 6-4). Il perd néanmoins au tour suivant face à Pedro Martínez.
En mai, il entre dans le top 100 mondial, à la 89e place mondiale, une première pour lui. 
Après trois contre performances où il est éliminé au premier tour, il passe le premier tour au Challenger de Nottingham, où il est 4e tête de série. Il dispose au premier tour de Tomás Barrios Vera. Puis il surclasse Alex Bolt pour rallier les quarts de finale. Il échoue sur un double 7-5 face à la surprise du tournoi Jacob Fearnley.
Alors qu'il a reculé à la 104e place mondiale, il se qualifie pour le tableau final à Eastbourne. Il réalise l'exploit de sortir du tournoi le 31e mondial Tomás Martín Etcheverry au premier tour (7-5, 3-6, 7-6). Il poursuit son parcours en éliminant Emil Ruusuvuori (4-6, 6-3, 6-4) et rejoint la première tête de série, Taylor Fritz, qui le bat en deux sets.
À Wimbledon, il est opposé à Cristian Garín qu'il élimine en trois sets (7-5, 6-4, 6-4). Il rejoint la 10e tête de série, Grigor Dimitrov, contre qui il cède après avoir remporté les deux premiers sets (5-7, 6-7, 6-4, 6-2, 6-4). Ces quelques bons résultats l'ont fait remonter au même rang que son meilleur classement personnel, soit la 89e place mondiale.  
Aligné lors des qualifications à Atlanta, il élimine coup sur coup Liam Broady et Jeffrey John Wolf. Il intègre le tableau principal et passe le premier tour face à Andres Martin (6-1, 6-1). Puis il vainc à la surprise générale la tête de série et 14e mondial Ben Shelton (7-6, 6-4). Il perd en trois sets en demi-finale face à Jordan Thompson (3-6, 6-4, 3-6). À Winston-Salem, il déclare forfait au 3e tour, après avoir éliminé le 37e mondial, Mariano Navone.
Classé 72e mondial, il mène un combat intense lors du premier tour à l'US Open face au 27e mondial, Alexander Bublik (6-4, 3-6, 5-7, 6-3, 6-4). Puis il élimine Roberto Carballés Baena (6-2, 6-3, 7-6). Il est ensuite éliminé par Casper Ruud malgré le gain des deux premiers sets (7-6, 6-3, 0-6, 3-6, 1-6).
À Chengdu, il se qualifie pour sa première finale sur le circuit ATP en éliminant l'ex 4e mondial Kei Nishikori (6-4, 6-4), Roman Safiullin (5-7, 6-3, 6-3), la 2e tête de série Alexander Bublik (6-4, 7-6) et l'Allemand Yannick Hanfmann (6-4, 6-4). Il rejoint en finale la première tête de série, Lorenzo Musetti, qu'il bat en deux sets (7-64, 6-1) pour remporter son premier titre ATP.
Grâce à ce titre, il devient le 3e chinois titré sur le circuit ATP, après le sacre de Wu Yibing (en 2023 à Dallas en simple) et Zhang Zhizhen (en 2024 en double à Marseille).

### 2025
50e mondial, il se rend à Hong Kong. Il y élimine le local Coleman Wong (7-6, 6-4), puis plus facilement le 43e mondial, Pedro Martínez en deux sets (6-3, 6-1). Puis, il élimine Fábián Marozsán (1-6, 6-3, 6-4), pour se retrouver face à Kei Nishikori en demi-finale. Il abandonne à ce stade du tournoi.

## Palmarès

### Titre en simple
| No | Date       | Nom et lieu du tournoi | Catégorie | Dotation    | Surface    | Finaliste       | Score     |          |
| -- | ---------- | ---------------------- | --------- | ----------- | ---------- | --------------- | --------- | -------- |
| 1  | 18-09-2024 | Chengdu Open, Chengdu  | ATP 250   | 1 171 655 $ | Dur (ext.) | Lorenzo Musetti | 7-64, 6-1 | Parcours |

## Parcours dans les tournois duGrand Chelem

### En simple
| Année | Open d'Australie | Open d'Australie     | Internationaux de France | Internationaux de France | Wimbledon      | Wimbledon       | US Open        | US Open     |
| ----- | ---------------- | -------------------- | ------------------------ | ------------------------ | -------------- | --------------- | -------------- | ----------- |
| 2023  | 2e tour (1/32)   | Frances Tiafoe       | 1er tour (1/64)          | Juan Pablo Varillas      | —              | —               | —              | —           |
| 2024  | 3e tour (1/16)   | Carlos Alcaraz       | —                        | —                        | 2e tour (1/32) | Grigor Dimitrov | 3e tour (1/16) | Casper Ruud |
| 2025  | 1er tour (1/64)  | A. Davidovich Fokina | —                        | —                        | —              | —               |                |             |

N.B. : à droite du résultat se trouve le nom de l'ultime adversaire.

## Parcours dans lesMasters 1000
| Année | Indian Wells      | Miami                 | Monte-Carlo | Madrid                | Rome                  | Canada                | Cincinnati                | Shanghai             | Paris             |
| ----- | ----------------- | --------------------- | ----------- | --------------------- | --------------------- | --------------------- | ------------------------- | -------------------- | ----------------- |
| 2022  | 1er tour J. Munar | 1er tour D. Kudla     | —           | —                     | —                     | —                     | —                         | n.o.                 | —                 |
| 2023  | —                 | 1er tour A. Mannarino | —           | —                     | —                     | —                     | —                         | 1er tour Y. Watanuki | —                 |
| 2024  | 2e tour A. Bublik | 2e tour A. Davidovich | —           | 2e tour A. Davidovich | 2e tour S. Napolitano | —                     | —                         | 2e tour C. Alcaraz   | 1er tour M. Giron |
| 2025  | —                 | —                     | —           | —                     | —                     | 1er tour J. Duckworth | 1er tour T. M. Etcheverry |                      |                   |

N.B. : sous le résultat se trouve le nom de l’ultime adversaire.

## Classements ATP en fin de saison
| Année          | 2021 | 2022 | 2023 |
| Rang en simple | 715  | 194  | 185  |
| Rang en double | –    | –    | –    |

Source : (en) Classements de Shang Juncheng sur le site officiel de la Fédération internationale de tennis